# 加藤ヒデジン
加藤ヒデジン（かとう ひでじん）は、日本の映像ディレクター。P.I.C.S. management所属。

## 略歴
大阪芸術大学映像学科卒。在学中に手がけた長編映画が、ハンブルク日本映画祭に正式出品。
卒業後は、映像制作会社でディレクターとして活動したのち、独立。
2021年より、P.I.C.S. management所属している。
映像作家100人に選出される。
担当した櫻坂46「Start over!」のミュージックビデオが、『MTV Video Music Awards Japan 2023』にて、Best Dance Video (最優秀ダンスビデオ賞)を受賞。

## 作品

### ミュージックビデオ
Anonymouz
- River

imase
- 僕らだ

Aimer
- 朝が来る
- 白色蜉蝣

映秀。
- 失敗は間違いじゃない

eill
- Night D
- 片っぽ
- いけないbaby

KANA-BOON
- ネリネ

キタニタツヤ
- Stoned Child

ココロオークション
- ハンカチ

櫻坂46
- なぜ 恋をして来なかったんだろう?
- BAN
- Dead end
- 夏の近道
- Start over!
- 承認欲求
- 何歳の頃に戻りたいのか?
- Addiction

JO1
- 僕らの季節

the engy
- Sleeping on the bedroom floor

SUPER BEAVER
- 儚くない

SixTONES
- Lifetime
- ふたり

SPiCYSOL
- Lens

Sexy Zone
- 本音と建前

DISH//
- 星をつかむ者達へ

東京スカパラダイスオーケストラ
- 「散りゆく花のせいで feat.菅田将暉」

BiSH
- 脱・既成概念

Hey! Say! JUMP
- UMP

WHITE SCORPION
- 非常手段

優里
- ライラ

LUCKY TAPES
- ナイトダイバー

### CM
- IG証券「IG STOCK MUSIC RENEWAL」篇
- 元気寿司香港 TVCM
- タクトホームTVCM「無理して買う、を終わりにする。篇」
- 阪急阪神不動産geo TVCM
- 代ゼミ 2025年度CM「間違いと、進もう。」
- 東京モード学園 2025年度TVCM「ぜんぶやっちゃえ」篇

### その他
- 中国ネットドラマ「日中大学生の日常」
- ISETAN Restyle「Beautiful Choice. 」
- P.I.C.S.HAPPY HOLIDAYS
- Brillia Tower 聖蹟桜ヶ丘 Web Movie
- ロード・オブ・ザ・リング　Web Movie
- BREAKING×NHK
- Deloitte「Relentless Challenger」
- HOT JAPAN Spectacle Video「Born To Be Wild × Mt. Fuji」 / JO1